# Coleraine Football Club
Pour les articles homonymes, voir Coleraine (homonymie).
Maillots
Actualités
Dernière mise à jour : 29 mai 2025.
Le Coleraine Football Club est un club nord-irlandais de football basé à Coleraine, au Royaume-Uni.

## Historique
- 1927 : fondation du club
- 1965 : 1re participation à une Coupe d'Europe (C2) (saison 1965/66)

## Bilan sportif

### Palmarès
- Championnat d'Irlande du Nord de football (1)
  - Champion : 1974
  - Vice-champion : 1964, 1965, 1970, 1975, 1985, 1986, 1987, 1997, 2000, 2018, 2020 et 2021

- Coupe d'Irlande du Nord de football (6)
  - Vainqueur : 1965, 1972, 1975, 1977, 2003 et 2018
  - Finaliste : 1948, 1953, 1982, 1986, 2004, 2017

- Coupe de la Ligue d'Irlande de football (2)
  - Vainqueur : 1988 et 2020
  - Finaliste : 1993, 1994, 2000, 2010, 2012, 2022 et 2023

### Bilan européen
Légende
- Victoire ou qualification pour le tour suivant
- Match nul
- Défaite ou élimination de la compétition

Note : dans les résultats ci-dessous, le score du club est toujours donné en premier
| Saison    | Compétition                | Tour              | Club                     | Domicile | Extérieur | Total             |
| --------- | -------------------------- | ----------------- | ------------------------ | -------- | --------- | ----------------- |
| 1965-1966 | Coupe des coupes           | Premier tour      | Dynamo Kiev              | 1 - 6    | 0 - 4     | 1 - 10            |
| 1969-1970 | Coupe des villes de foires | Premier tour      | AS Jeunesse d'Esch       | 4 - 0    | 2 - 3     | 6 - 3             |
| 1969-1970 | Coupe des villes de foires | Deuxième tour     | RSC Anderlecht           | 3 - 7    | 1 - 6     | 4 - 13            |
| 1970-1971 | Coupe des villes de foires | Premier tour      | Kilmarnock FC            | 1 - 1    | 3 - 2     | 4 - 3             |
| 1970-1971 | Coupe des villes de foires | Deuxième tour     | Sparta Rotterdam         | 1 - 2    | 0 - 2     | 1 - 4             |
| 1974-1975 | Coupe des clubs champions  | Premier tour      | Feyenoord Rotterdam      | 1 - 4    | 0 - 7     | 1 - 11            |
| 1975-1976 | Coupe des coupes           | Premier tour      | Eintracht Francfort      | 2 - 6    | 1 - 5     | 3 - 11            |
| 1977-1978 | Coupe des coupes           | Premier tour      | Lokomotive Leipzig       | 1 - 4    | 2 - 2     | 3 - 6             |
| 1982-1983 | Coupe des coupes           | Premier tour      | Tottenham Hotspur        | 0 - 3    | 0 - 4     | 0 - 7             |
| 1983-1984 | Coupe UEFA                 | Premier tour      | Sparta Rotterdam         | 1 - 1    | 0 - 4     | 1 - 5             |
| 1985-1986 | Coupe UEFA                 | Premier tour      | Lokomotive Leipzig       | 1 - 1    | 0 - 5     | 1 - 6             |
| 1986-1987 | Coupe UEFA                 | Premier tour      | Stahl Brandenburg        | 1 - 1    | 0 - 1     | 1 - 2             |
| 1987-1988 | Coupe UEFA                 | Premier tour      | Dundee United            | 0 - 1    | 1 - 3     | 1 - 4             |
| 1997-1998 | Coupe UEFA                 | Premier tour Q    | Grasshoppers Zurich      | 1 - 7    | 0 - 3     | 1 - 10            |
| 2000-2001 | Coupe UEFA                 | Tour préliminaire | Örgryte IS               | 1 - 2    | 0 - 1     | 1 - 3             |
| 2002      | Coupe Intertoto            | Premier tour      | UE Sant Julià            | 5 - 0    | 2 - 2     | 7 - 2             |
| 2002      | Coupe Intertoto            | Deuxième tour     | ES Troyes AC             | 1 - 2    | 1 - 2     | 2 - 4             |
| 2003-2004 | Coupe UEFA                 | Tour préliminaire | União de Leiria          | 2 - 1    | 0 - 5     | 2 - 6             |
| 2017-2018 | Ligue Europa               | Premier tour Q    | FK Haugesund             | 0 - 0    | 0 - 7     | 0 - 7             |
| 2018-2019 | Ligue Europa               | Premier tour Q    | Spartak Subotica         | 0 - 2    | 1 - 1     | 1 - 2             |
| 2020-2021 | Ligue Europa               | Premier tour Q    | SP La Fiorita            | 1 - 0    | N/A       | 1 - 0             |
| 2020-2021 | Ligue Europa               | Deuxième tour Q   | NK Maribor               | N/A      | 1 - 1 ap  | 1 - 1 (5 - 4 tab) |
| 2020-2021 | Ligue Europa               | Deuxième tour Q   | Motherwell Football Club | 2 - 2 ap | N/A       | 2 - 2 (0 - 3 tab) |
| 2021-2022 | Ligue Europa Conférence    | Premier tour Q    | Velež Mostar             | 1 - 2    | 1 - 2     | 2 - 4             |

## Anciens joueurs
- Jim Platt
- Willie Fernie
- Sam McClelland